# Igitkin
Igitkin (en aleutià Igitxix̂) és una petita illa deshabitada del grup de les illes Andreanof, a les illes Aleutianes, Alaska. Es troba entre les illes Adak i Atka, uns 5 quilòmetres al sud-est de Great Sitkin. L'illa fa gairebé 11 quilòmetres de llargada i es troba dividida en dues parts, al centre, per un istme d'1 km d'ample. Va ser documentada per primera vegada en cartes nàutiques el 1790 per Joseph Billings amb el nom aleutià d'Egilka.